# Teatro Metropolitano de Manila
El Teatro Metropolitano de Manila (en filipino: Tanghalang Pangkalakhan ng Maynila; abreviado como MET, oficialmente Teatro Metropolitano de la NCCA) es un edificio de  estilo art déco filipino que se encuentra cerca del Jardín Mehan ubicado en la esquina de la Avenida Padre Burgos, Calle Arroceros, cerca de la Oficina Central de Correos de Manila. Fue diseñado por el arquitecto Juan M. Arellano e inaugurado el 10 de diciembre de 1931.

## Historia

### Primeros años
En 1862 se construyó el Teatro del Príncipe Alfonso XII dentro de la Plaza Arroceros, cerca del actual Teatro Metropolitano. Este teatro estuvo en pie hasta finales de la década de 1860 o principios de la de 1870, cuando se incendió el antiguo teatro.
Fue en 1924, durante el período colonial americano, cuando surgió la idea de construir un teatro en Manila. La Legislatura filipina aprobó entonces la propuesta del senador Juan Alegre de construir un teatro dentro del Jardín Mehan (ahora Sining Kayumanggi). La construcción se inició en 1930 bajo la supervisión del estudio de arquitectura de Pedro Siochi and Company en un área de 8.239,58 metros cuadrados del parque. Fue inaugurado el 10 de diciembre de 1931. Este nuevo teatro acogió diferentes representaciones desde zarzuelas, dramas hasta traducciones de clásicos extranjeros.
Juan M. Arellano, uno de los primeros pensionados en arquitectura, también conocido por sus otros grandes proyectos como el Edificio Legislativo y el Edificio de la Oficina Central de Correos de Manila, diseñó el Teatro Metropolitano de Manila en enero de 1930. Fue enviado a Estados Unidos para que lo guiara uno de los expertos en diseño de teatros, Thomas W. Lamb de Shreve and Lamb.

### Segunda Guerra Mundial y años posteriores
El techo y las paredes del teatro fueron parcialmente destruidos durante la Segunda Guerra Mundial. Durante el período de la posguerra, se reutilizó como arena de boxeo, motel, bar gay, cancha de baloncesto y como hogar para ocupantes ilegales. En 1978, la entonces gobernadora de Metro Manila, Imelda Marcos, inició una restauración del teatro que estaba encabezada por Otilio, sobrino de Juan Arellano. Su prestigio como centro cultural se redimió, pero resultó ser de corta duración. Cerró sus puertas nuevamente en 1996 debido a conflictos de propiedad entre la Administración de la Ciudad de Manila y el Sistema de Seguros de Servicios del Gobierno (GSIS). En 2010, la presidenta Gloria Macapagal Arroyo y el alcalde de Manila, Alfredo Lim, intentaron revivir el teatro, pero fue en vano. El 23 de junio de 2010, Arroyo dirigió los ritos de inauguración de un marcador que reconoció el edificio como Tesoro Cultural Nacional.
El teatro se volvió a utilizar una vez para un concierto de Wolfgang en 2011. Pero desde 2012, el teatro se cerró nuevamente debido al deterioro en el interior del edificio. La estructura continuó deteriorándose a pesar de numerosos pequeños esfuerzos para mantener la condición del edificio. En 2013, el edificio se convirtió en tema de la serie documental I-Witness de GMA, que también alegaba actividades paranormales en el teatro.

### Bajo la NCCA (2015–)
En mayo de 2015, el Departamento de Presupuesto y Gestión liberó 270 millones del Fondo Nacional de Dotación para la Cultura y las Artes para la venta del teatro de su propietario, el GSIS. En junio de 2015, el GSIS transfirió el derecho de propiedad del teatro a la Comisión Nacional para la Cultura y las Artes (NCCA) para iniciar el proceso de rehabilitación del MET.
Las campañas de limpieza se iniciaron en diciembre de 2015, allanando el camino para la eventual restauración del edificio para 2016.
A mediados de 2021, el nombre del teatro se cambió a Teatro Metropolitano de la NCCA debido a la agencia cultural del gobierno que adquirió el teatro en 2015. El cambio de nombre generó controversia en la comunidad de conservación de las artes y el patrimonio de Filipinas debido a la falta de conexiones históricas de la NCCA con la historia del teatro.
El Teatro Metropolitano tuvo su inauguración el 23 de junio de 2021; reapertura con un evento organizado por el gobierno de la ciudad de Manila con actos de Christian Bautista, The Company, Angeline Quinto y Bugoy Drilon. La reapertura del teatro se había pospuesto varias veces debido a la pandemia de COVID-19. La reapertura estaba prevista previamente para realizarse en abril de 2021 como parte de las Conmemoraciones del Quinto Centenario en Filipinas y más tarde el 12 de junio de 2021 como parte de las celebraciones del Día de la Independencia de Filipinas. La apertura total del teatro está programada para diciembre de 2021.

## Arquitectura
El concepto de teatro fue explicado por Juan M. Arellano, el arquitecto, durante una de sus entrevistas en enero de 1930.

Filipinas necesitaba un centro cultural moderno para óperas, conciertos y obras de teatro, y planeaba lograr uno monumental a través de sus dimensiones, elevaciones y espléndidas decoraciones, y mediante sus gravámenes armoniosos simbolizaría un órgano o una catedral.

Arellano fue influenciado por el arte filipino temprano que usa motivos locales e imágenes diversas de la flora filipina. Aparte de su conocimiento sobre el arte filipino, fue el factor de la economía que ayudó al arquitecto a tener un enfoque de diseño moderno para el teatro. Mientras tanto, la frase “en alas de la canción” dio la configuración estructural, un auditorio en forma de caja flanqueado por pabellones a ambos lados. La mezcla de modernización y romantización dio como resultado que AVH Hartendorp lo etiquetara como expresionismo moderno.
La fachada del Teatro Metropolitano se asemeja a un escenario enmarcado por una ventana central tipo proscenio de vidrieras que lleva el nombre de “Metropolitano” con motivos de flora y fauna que rodean la etiqueta. Esto ayuda a traer luz al vestíbulo. Se destacó en ambos extremos por las paredes curvas con coloridos azulejos decorados en semejanza con los patrones de batik del sudeste asiático. También hay molduras de líneas en zigzag y onduladas que van con las paredes masivas multicolores pintadas con esponja. La pared que enmarca la vidriera es un arco segmentado con filas de pequeños remates en el borde superior de la pared. Los minaretes inspirados en Angkor Wat coronan la parte superior del techo cóncavo, lo que sugiere su estatus como teatro en sus mejores días. Ubicadas en la entrada hay elaboradas puertas de hierro forjado que están estampadas en diseños de hojas y varias líneas. Acentuando el nivel del suelo se encuentran las lámparas de Capiz y los pilares en forma de hoja de plátano que van alternativamente con las entradas del teatro.

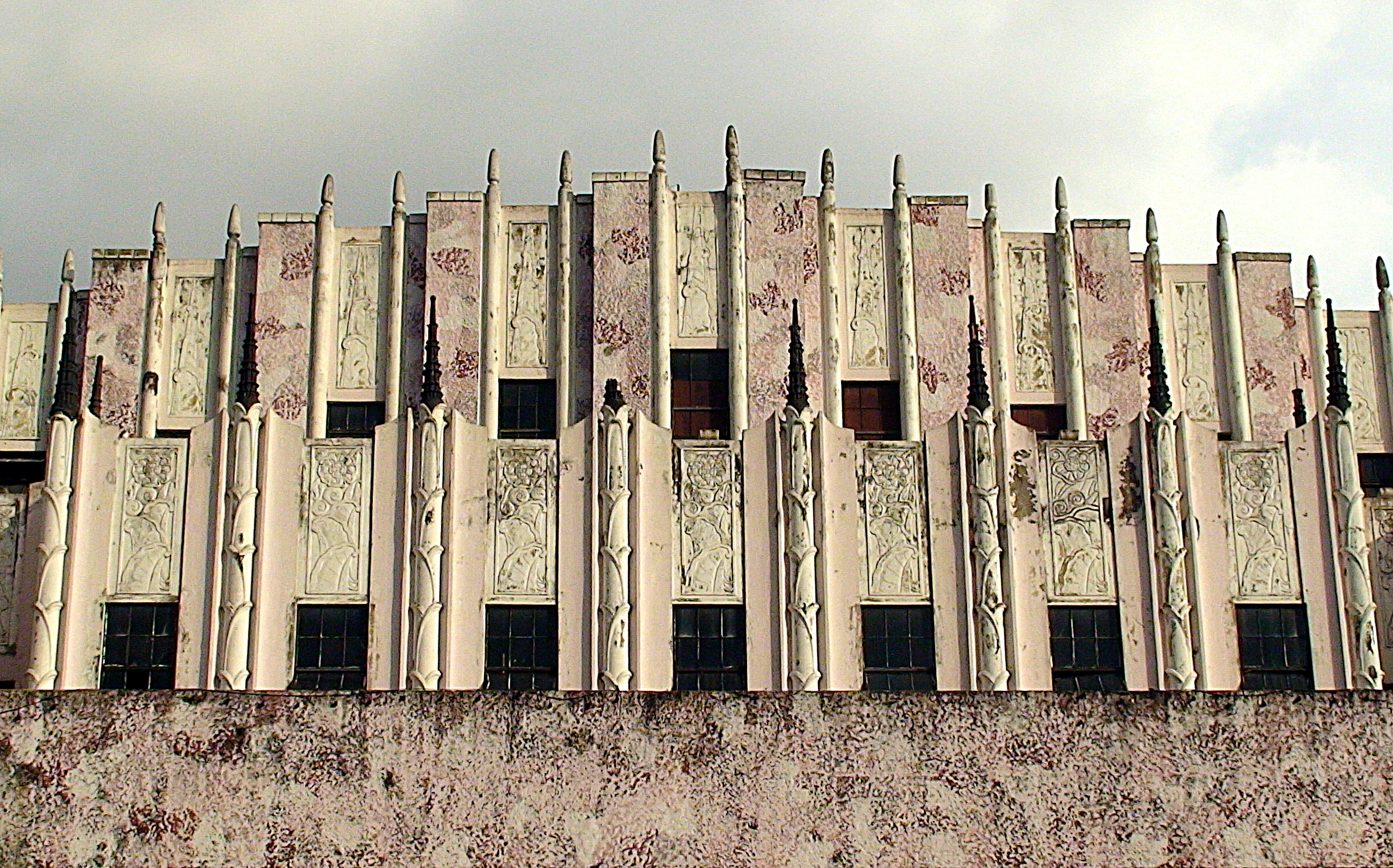
Cerca de los ornamentos art déco del Metropolitan Theatre
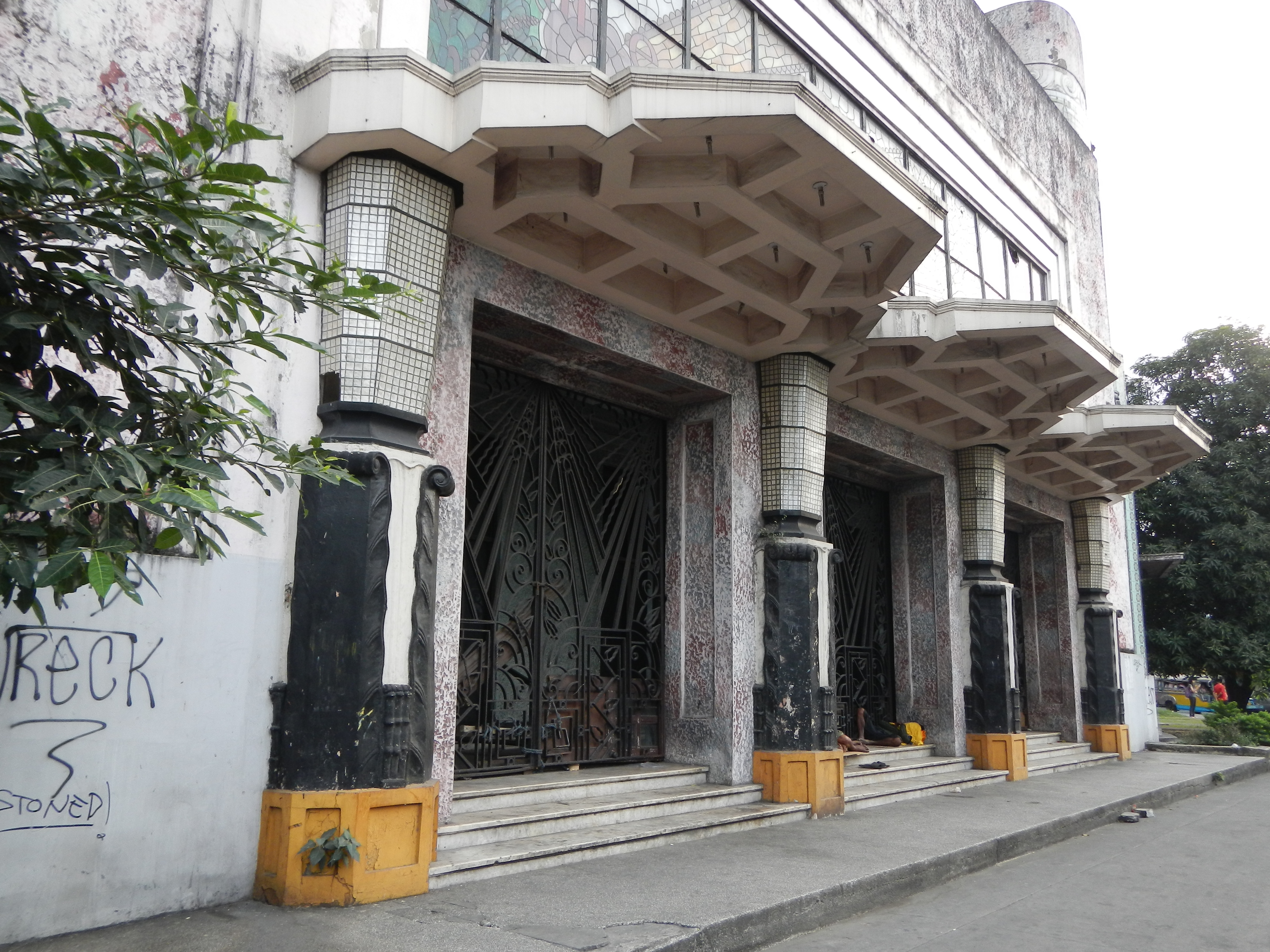
Entrada del Teatro Metropolitano de Manila
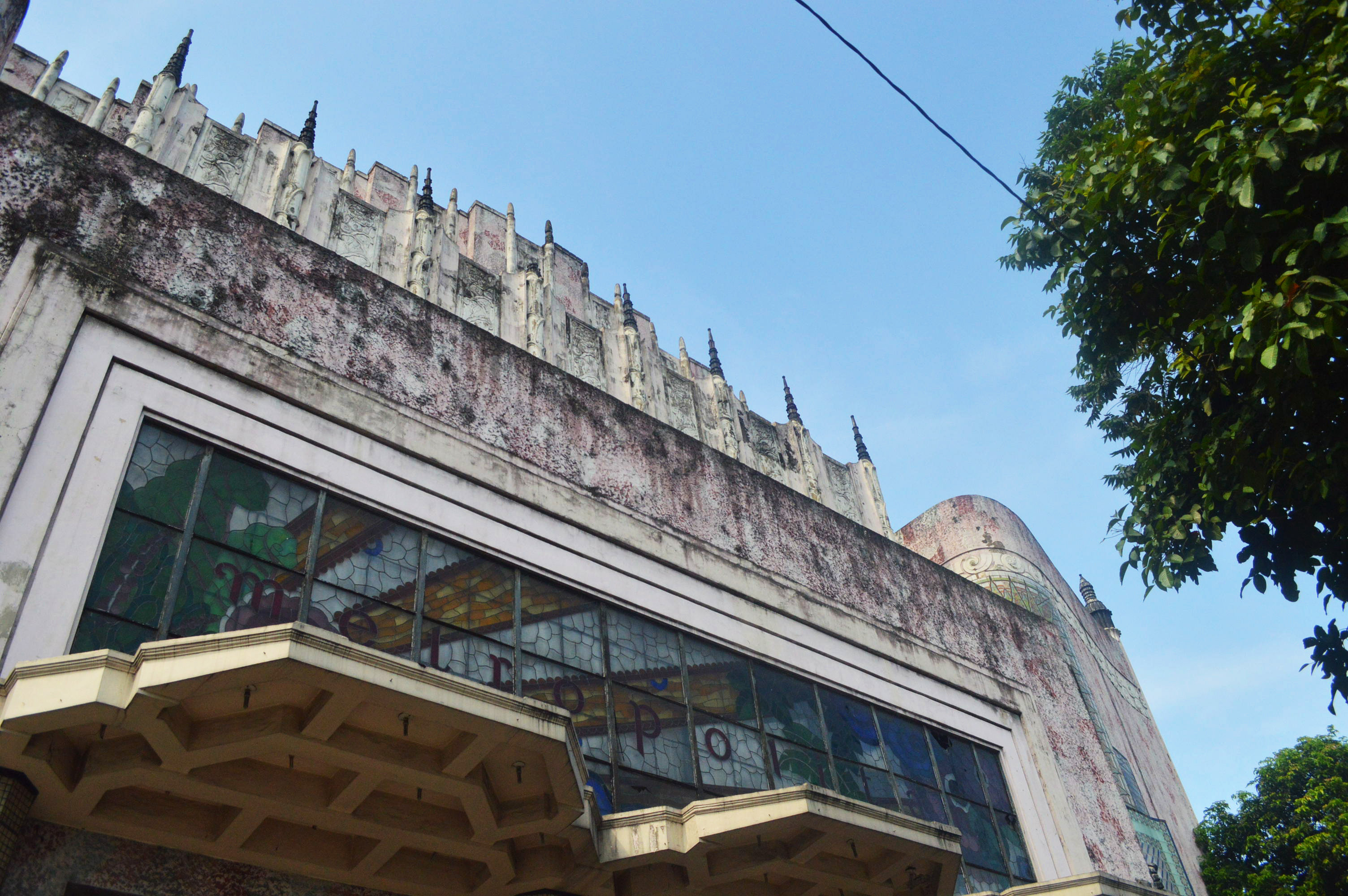
La fachada principal con el mural de vidrio y otros elementos decorativos
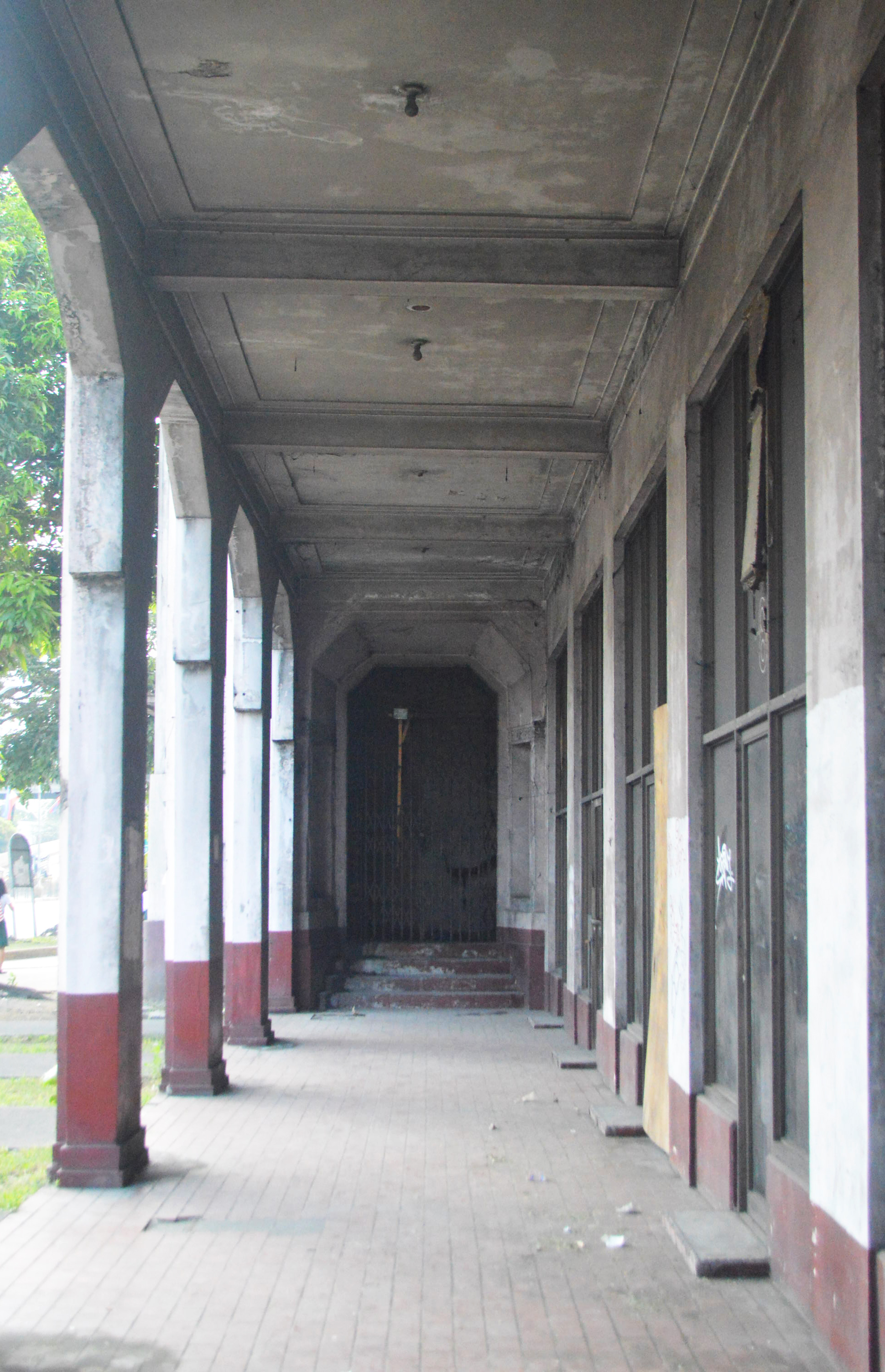
Arcada
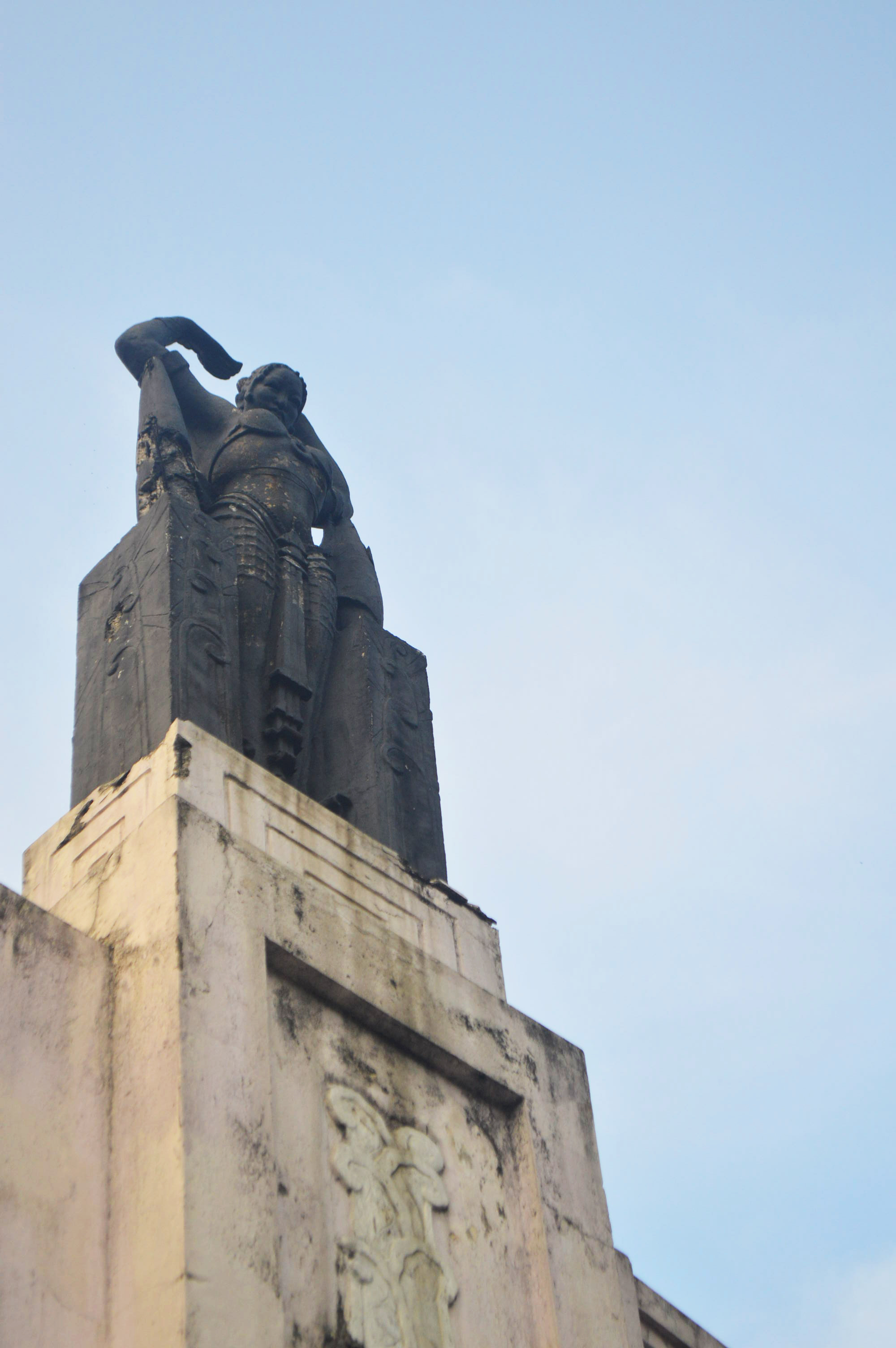
Una escultura en la parte superior.
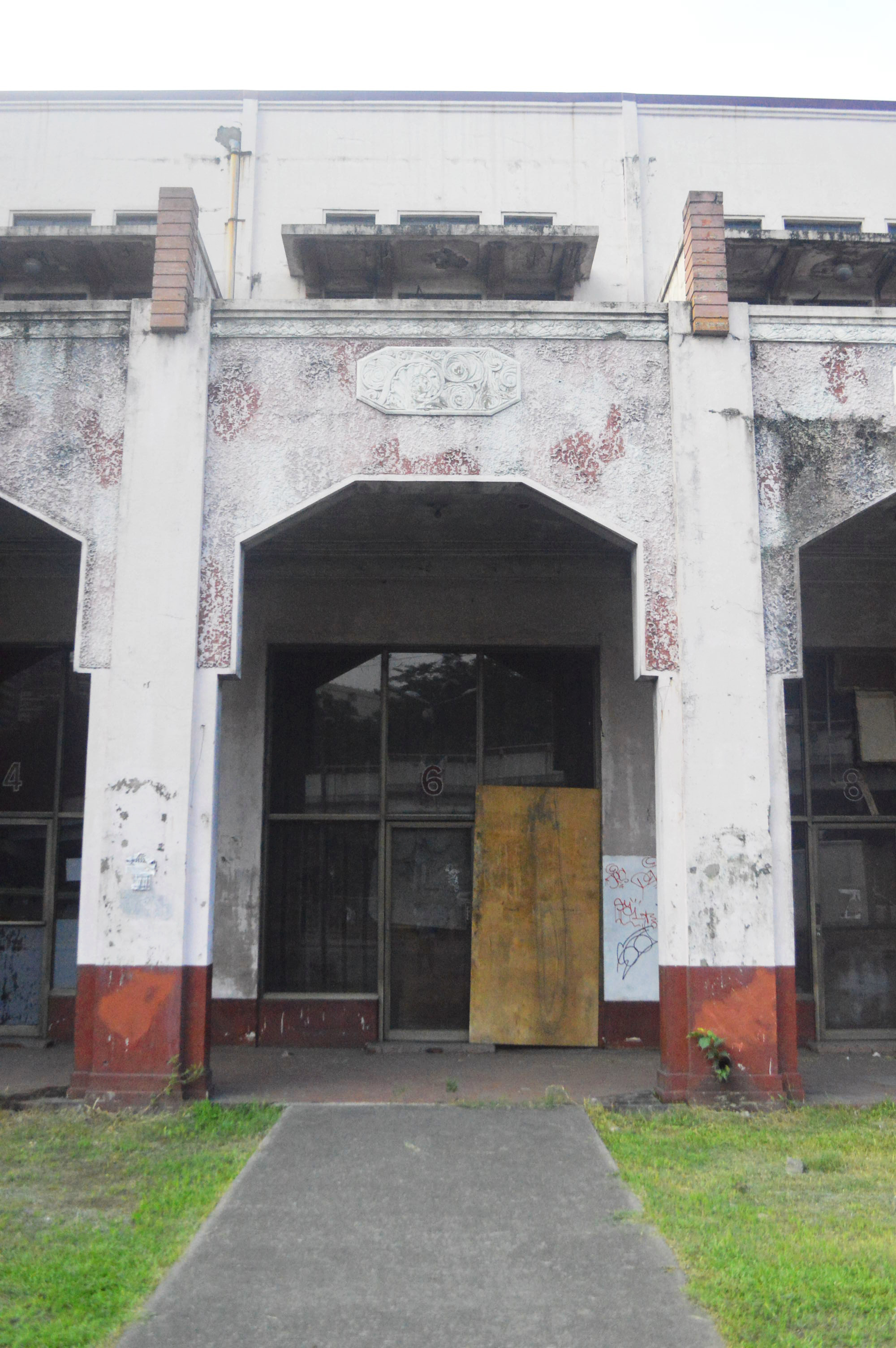
Bahía típica
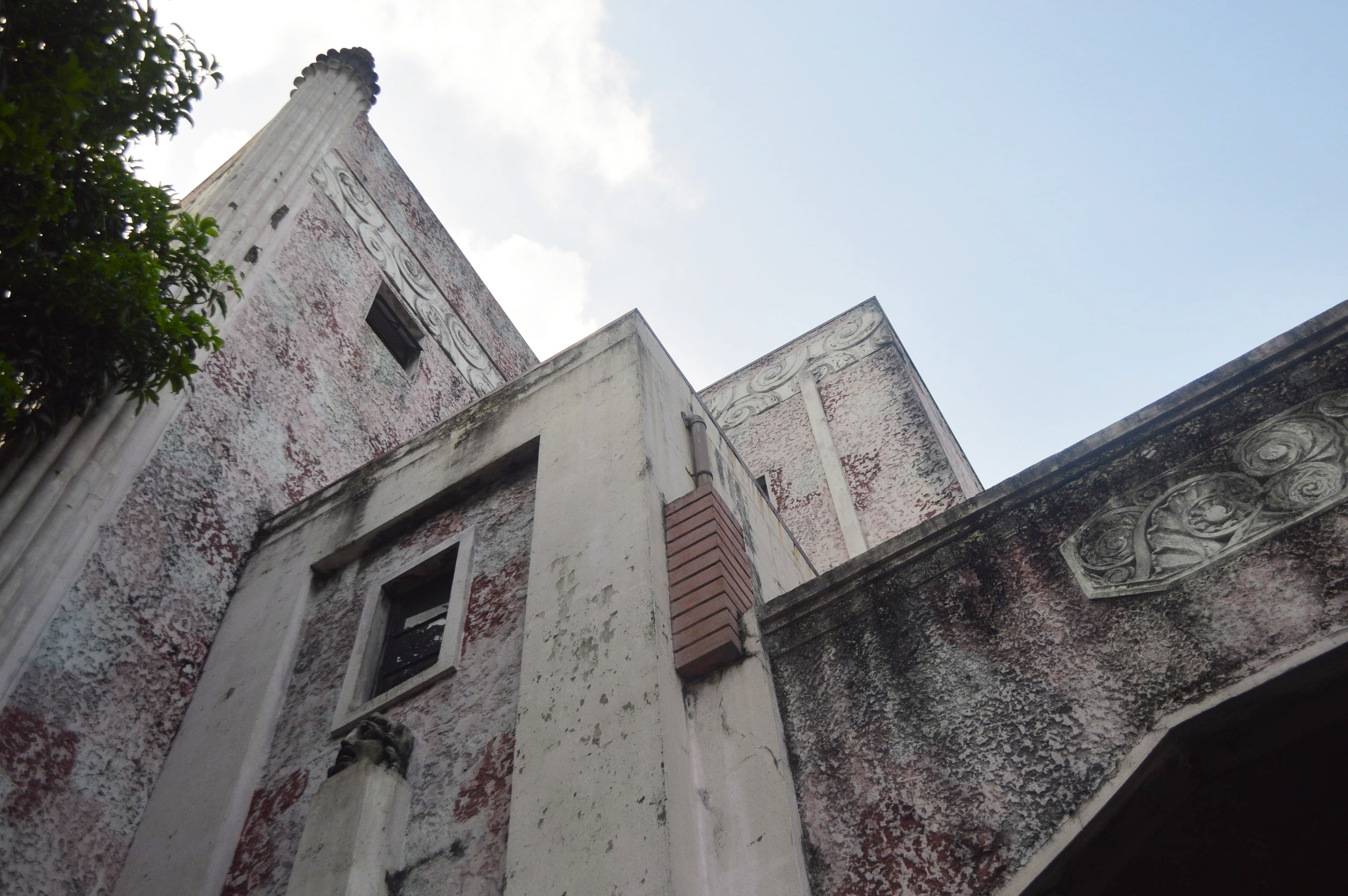
Juego de niveles de masificación
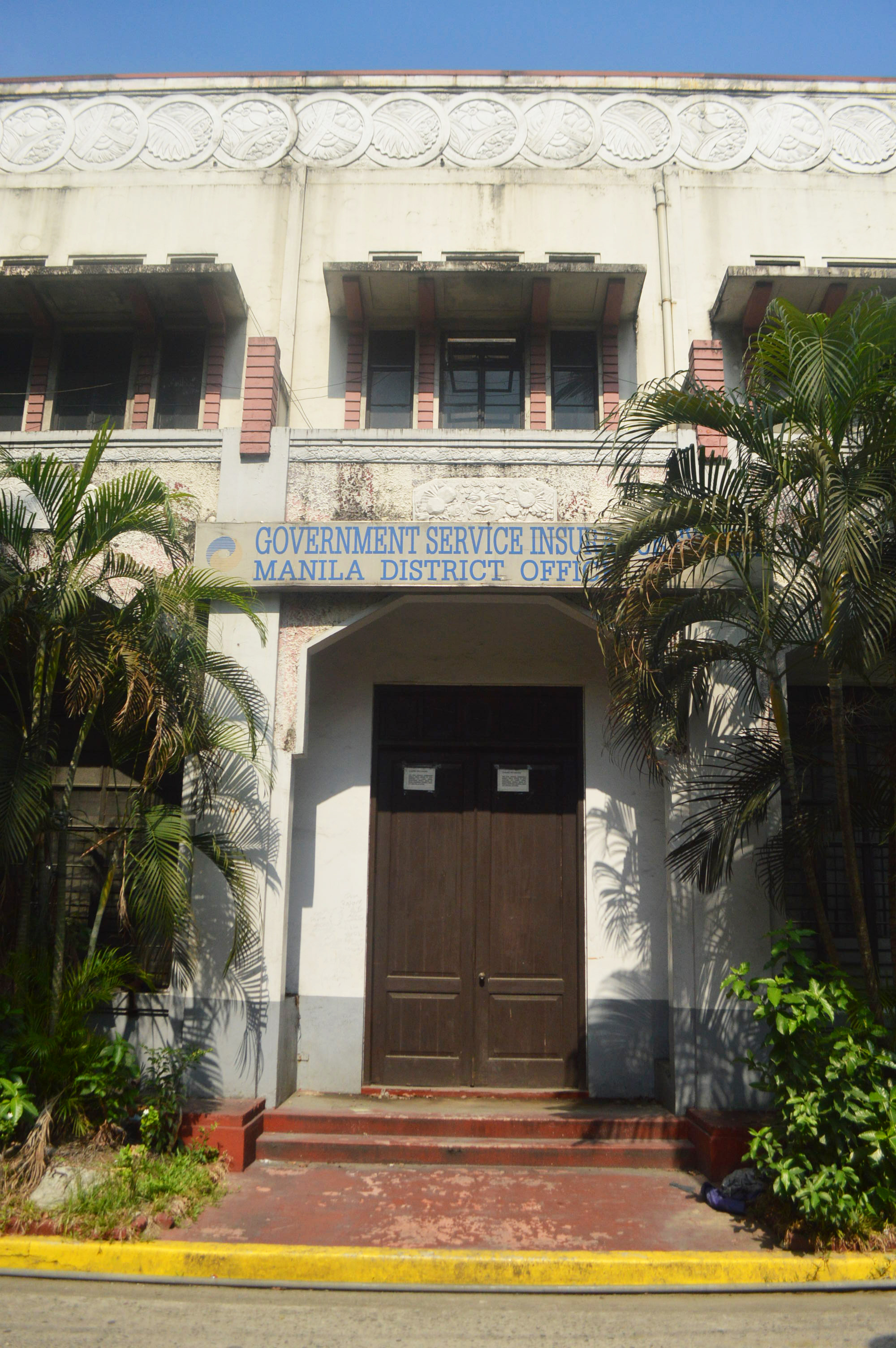
Entradas laterales
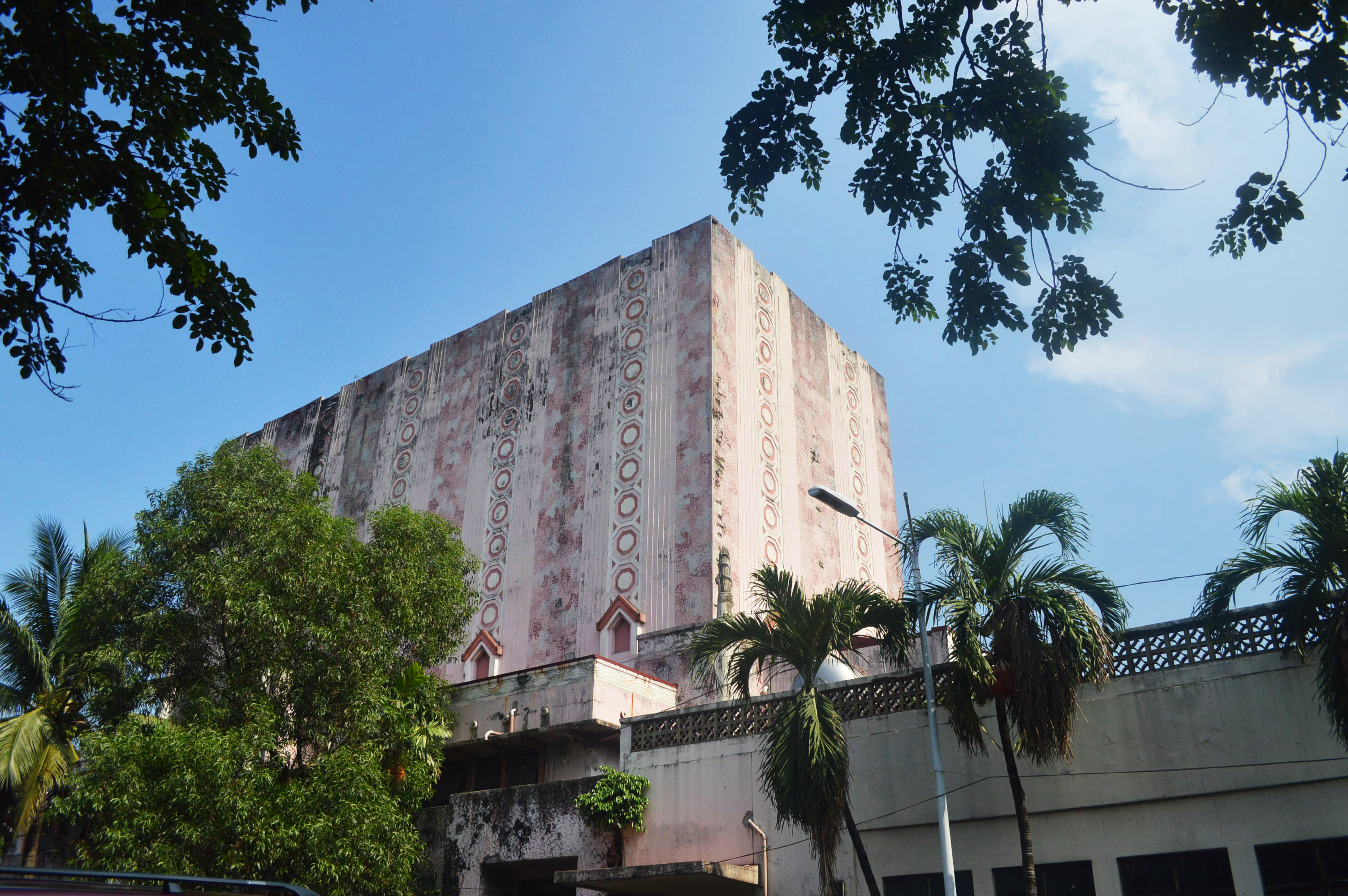
La torre de la mosca
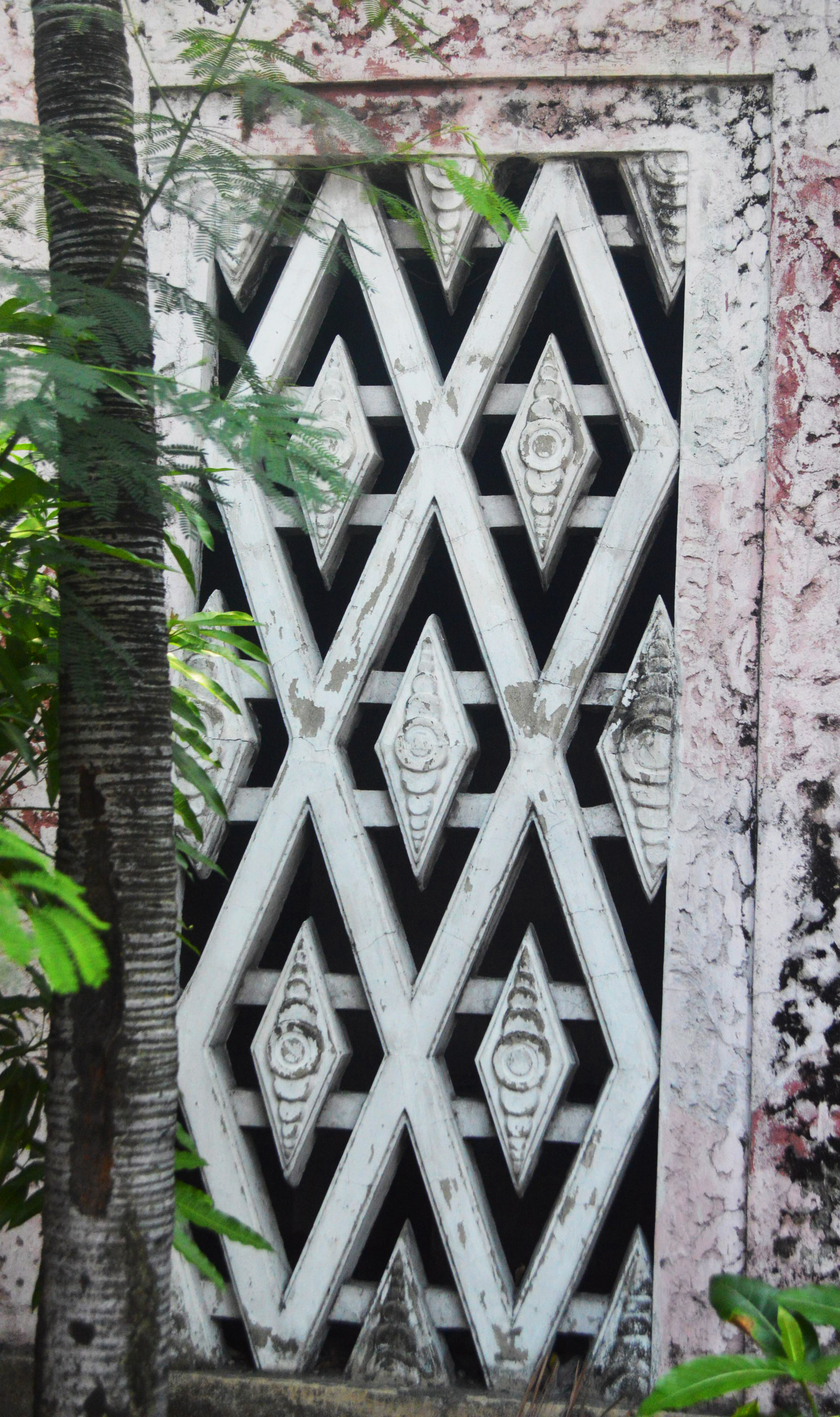
Adornos orgánicos
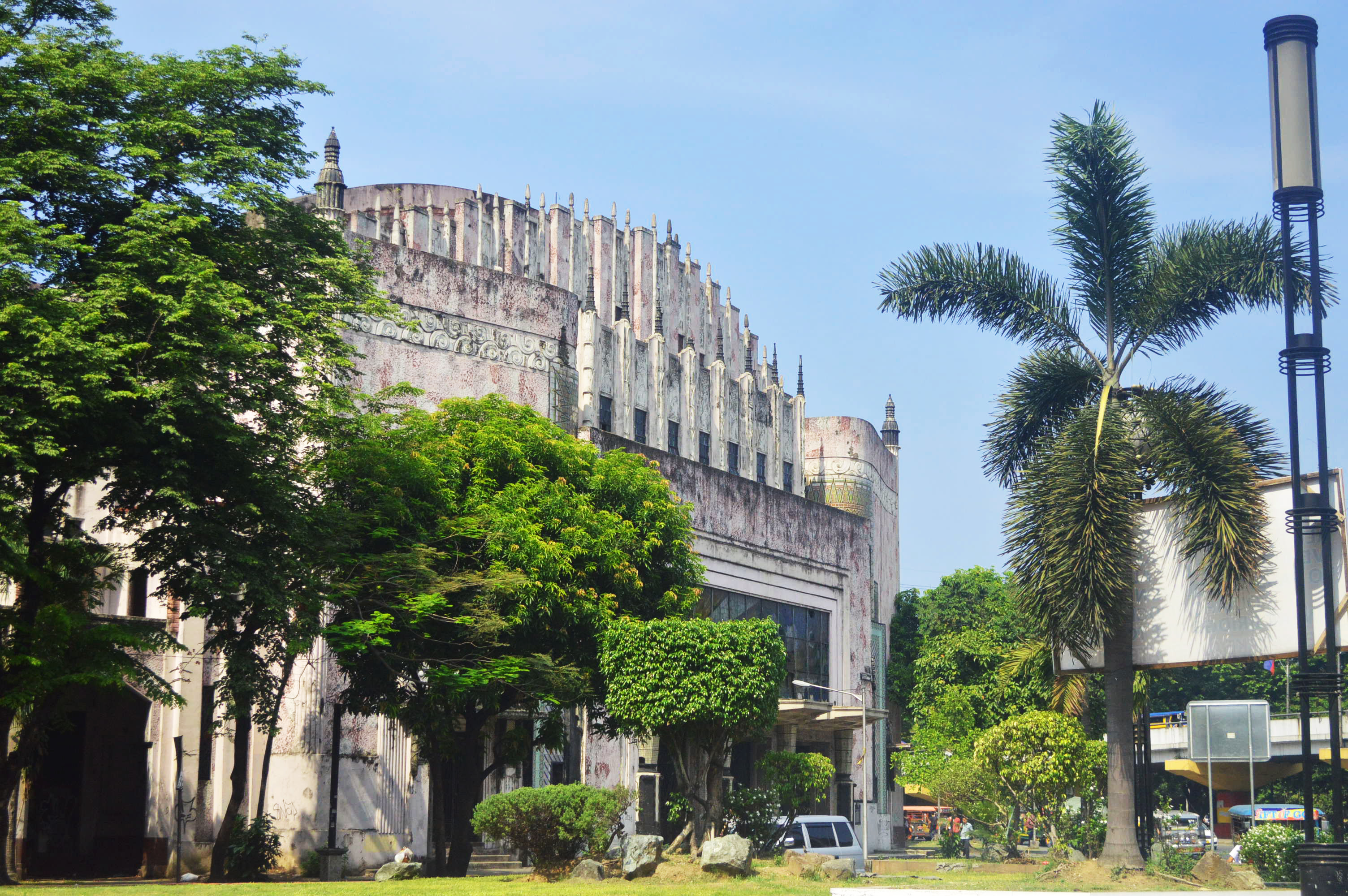
Vista desde el pie del Puente Quezón.
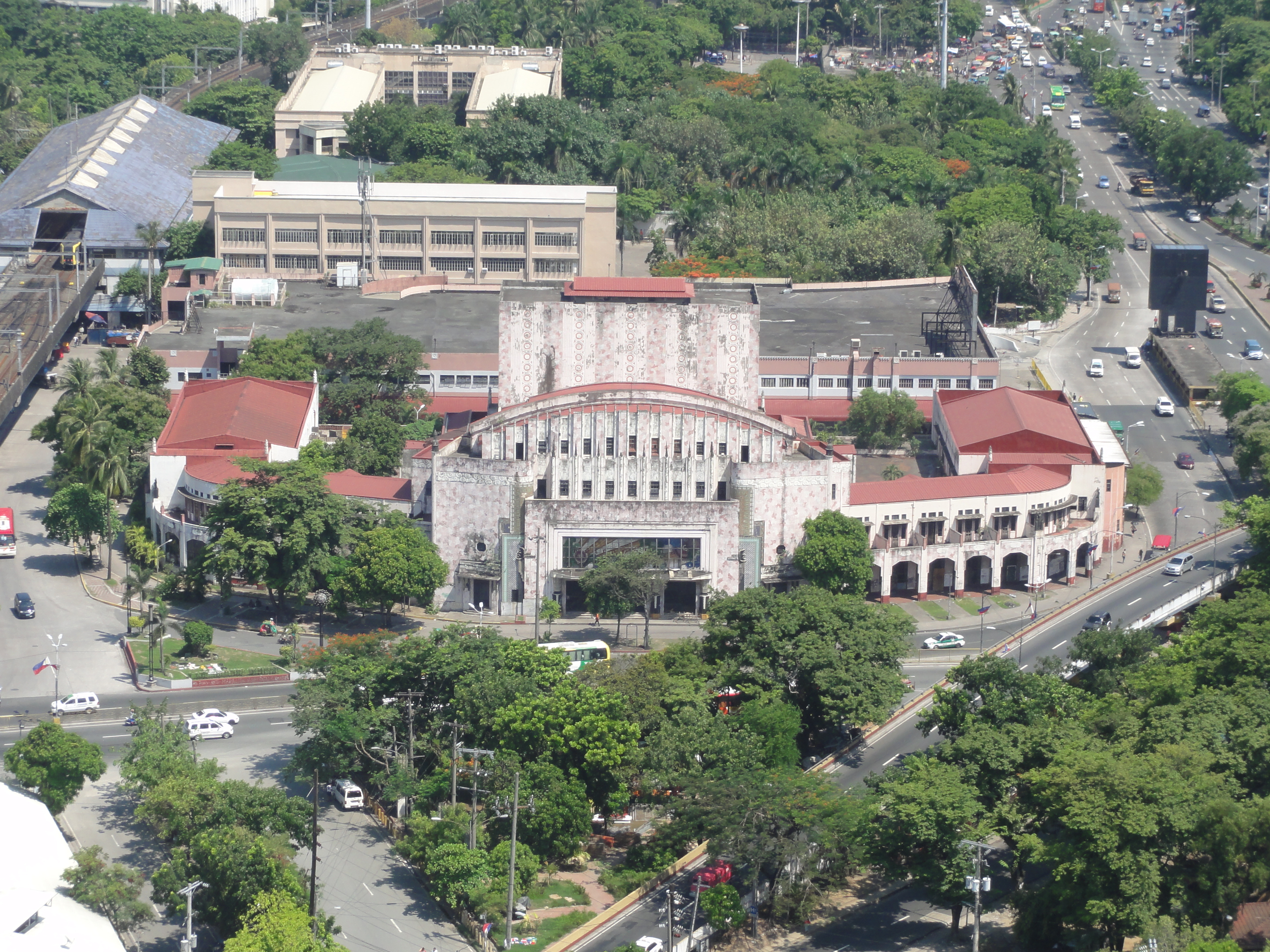
El teatro desde el aire

De pie en la parte trasera se encuentra la torre decorada en los lados por motivos geométricos. El perfil del techo del auditorio se reflejaba en el exterior a través de bóvedas escalonadas.
Hubo diferentes artistas que colaboraron en este proyecto especialmente dentro del teatro. En el vestíbulo principal se encontraban esculturas de Adán y Eva realizadas por Francesco Riccardo Monti, quien residió en Manila desde 1930 hasta su muerte en 1958. Isabelo Tampinco, un artista filipino diseñó las tallas de plantas filipinas en los espacios interiores, incluido el vestíbulo, mientras que el artista nacional Fernando Amorsolo pintó los murales La danza y La historia de la música ubicados en los extremos del balcón. Las rejas en los pequeños balcones que dan al vestíbulo fueron transiciones del Art Nouveau al Art Deco, expresado por Lourdes Montinola en su libro. Los dos postes negros al pie de las escaleras estaban decorados con mosaicos de vidrio.
El auditorio principal proyecta un carácter diferente en comparación con la ornamentación de la envolvente del edificio. Una secuencia de arcos de madera local que se van bajando gradualmente, realzados por paneles con motivos coloridos. Estos motivos fueron una combinación de mangos, plátanos y follaje pintado por el hermano de Juan Arellano, Arcadio. Encima del proscenio hay figuras simbólicas de Música, Tragedia, Poesía y Comedia. Parecidas a tallos de bambú son las lámparas ahusadas de vidrio translúcido que rodean el espacio del teatro. El punto focal es el escenario rectangular adornado con motivos de frutas y hojas de mango.
Las lámparas de cristal fabricadas con tallos de bambú que iluminan verticalmente el salón son las primeras del país en iluminación indirecta. También es un nuevo personaje del Art Deco durante ese período. El teatro, según algunos, tiene buena acústica e iluminación y una gran capacidad de asientos de 1,670 (846 orquesta, 116 en palco y 708 en balcón) que albergó representaciones, óperas, conciertos y obras de teatro durante más de una década. También continuó hasta la ocupación japonesa donde se proyectaron Zarzuelas, óperas filipinas, películas y escenarios.

## Eventos realizados
El Teatro Metropolitano de Manila albergó actuaciones de artistas internacionales como Ted Shawn, Jascha Heifetz, Amelita Galli-Curci y Fritz Kreisler y espectáculos locales como “Smiles of 1936”, “Querer Ranchero” y “Luisa Fernando” fueron parte de la década. que siguió a su inauguración.
La primera caricatura de Mickey Mouse en Filipinas se proyectó en el teatro y la primera película de LVN Pictures, Giliw Ko, se estrenó en el teatro el 29 de julio de 1939, proyección a la que asistió el entonces presidente Manuel Quezon.
Todavía estuvo activo durante la ocupación japonesa mostrando apoyo incluso a la guerrilla clandestina. El MET fue una vez el hogar de la Orquesta Sinfónica de Manila, pero se negaron a actuar allí durante la ocupación, lo que llevó a los japoneses a formar la Orquesta Sinfónica de Nueva Filipinas. El Teatro Metropolitano no se ha utilizado durante mucho tiempo.